# Dean Daughtry
Dean Daughtry (Kinston (Alabama), 8 september 1946 – Huntsville (Alabama), 26 januari 2023) was een Amerikaans toetsenist in het softrock-genre. Hij was vooral bekend vanwege zijn werk met Classics IV en Atlanta Rhythm Section.

## Muzikale loopbaan
Daughtry’s eerste wapenfeit in de muziek was het toetreden tot The Four Classics, al snel Classics IV geheten. Hij ontmoette in de band J.R. Cobb en Buddy Buie, met wie hij heel lang optrok. Hun single Spooky behaalde de derde plaats in de Billboard Hot 100, vervolgens kwam Stormy tot een vijfde plaats. Cobb en Daughtry stapten vervolgens over naar The Candymen, de begeleidingsband van Roy Orbison en daarna kwam het stel te werken in Studio One in Doraville, Georgia als begeleiders van allerlei soloartiesten. De samenwerking met de andere musici verliep dermate goed, dat ze besloten als muziekgroep verder te gaan. Daarmee was Atlanta Rhythm Section geboren. De groep had een moeizame start, maar behaalde successen in het midden van de jaren zeventig met hits als So into You en Imaginary Lover. Daughtry schreef aan die nummers mee. Hij werd opgenomen in de Alabama Music Hall of Fame voor zijn bijdragen.  
Daughtry heeft alleen gedurende de stille periode 1981-1988 geen deel uitgemaakt van de band; hij was bij alle muziekalbums betrokken. Toen de band in 2003 weer begon te toeren in de Verenigde Staten was hij het enige oorspronkelijke lid. Ze traden ook in 2010 nog op.
Daughtry stierf in Huntsville, Alabama op 26 januari 2023, op 76-jarige leeftijd.